# Il meglio di Giuni Russo
Il Meglio di Giuni Russo è una raccolta postuma della cantautrice Giuni Russo, pubblicata nel 2011 da Edel.

## Tracce

### Cd 1
1. Un'estate al mare
2. L'addio
3. Atmosfera
4. Adrenalina (Remix 2007)
5. Good good-bye (Versione 1997)
6. Lettera al Governatore della Libia
7. Sere d'Agosto (Versione 1997)
8. Crisi Metropolitana
9. Una vipera sarò (Versione 2007)
10. Babilonia
11. I ragazzi del sole
12. Demential Song

### Cd 2
1. Morirò d'amore
2. Una rosa è una rosa
3. La sua Figura (Remix 2007)
4. Moro perché non Moro (New mix)
5. 'A cchiù bella
6. Mezzogiorno (Demo version 2003)
7. Mediterranea
8. Le Contrade di Madrid (Versione 1997)
9. Alghero
10. Gabbiano
11. Una verità (Demo version 2003)
12. Divina Divina (Mono tv)